# The Hilliard Ensemble
The Hilliard Ensemble var en brittisk manlig vokalkvartett främst med inriktning på tidig musik. Ensemblen grundades 1974 och var uppkallad efter den elisabetanska målaren Nicholas Hilliard. Vid sidan av medeltida och renässansmusik uppförde man verk av den estniske kompositören Arvo Pärt, John Cage, Gavin Bryars, Giya Kancheli och Heinz Holliger.
The Hilliard Ensemble upplöstes efter en avskedskonsert i Wigmore Hall, London i december 2014. Man hade då verkat i 40 år.

## Discografi (urval)
- 1986 – Thomas Tallis: The Lamentations of Jeremiah
- 1986 – Perotin (verk av Perotinus)
- 1987 – Arbos med Staatsorchester Stuttgart Brass Ensemble under Dennis Russell Davies (verk av Arvo Pärt)
- 1988 – Passio (verk av Arvo Pärt)
- 1991 – Tenebrae (verk av Carlo Gesualdo)
- 1991 – Miserere (verk av Arvo Pärt)
- 1993 – The Hilliard Ensemble Sings Walter Frye
- 1994 – Officium med Jan Garbarek
- 1995 – Codex Speciálník
- 1996 – A Hilliard Songbook – New Music for Voices
- 1998 – Lassus (verk av Orlando di Lasso)
- 1999 – Mnemosyne med Jan Garbarek
- 2001 – Morimur med Christoph Poppen
- 2003 – Ricercar med Christoph Poppen och Münchener Kammerorchester (verk av Johann Sebastian Bach och Anton Webern)
- 2003 – Tituli – Cathedral in the Thrashing Rain (verk av Stephen Hartke)
- 2004 – Motets (verk av Guillaume de Machaut)
- 2005 – Lamentate med Alexei Lubimov (verk av Arvo Pärt)
- 2007 – Motetten (verk av Johann Sebastian Bach)
- 2008 – Audivi vocem (verk av Thomas Tallis, Christopher Tye och John Sheppard)
- 2010 – Officium novum med Jan Garbarek
- 2011 – Song of Songs med Rosamunde Quartett (verk av Boris Yoffe)
- 2012 – Quinto Libro di Madrigali (verk av Carlo Gesualdo)
- 2013 – Terje Rypdal: Melodic Warrior
- 2013 – Il Cor Tristo (verk av Roger Marsh, Bernardo Pisano och Jacob Arcadelt)
- 2014 – Transeamus